# Assunzione della Vergine (Cimabue)
L'Assunzione della Vergine è un affresco (circa 350x320 cm) di Cimabue e aiuti, databile attorno al 1277-1283 circa e conservato nell'abside della basilica superiore di San Francesco di Assisi. 

## Storia
La datazione degli affreschi di Cimabue è piuttosto discorde, sebbene negli studi più recenti si sia assestata a un periodo tra il 1277, anno dell'elezione al soglio pontificio di Niccolò III e il 1283 circa. Le storie mariane, nell'abside, sono in genere ritenute tra le prime decorazioni della basilica superiore.
Gli affreschi di Cimabue sono in generale in condizioni mediocri o pessime. Le storie del coro sono inoltre coperte per circa un terzo dagli scranni lignei quattrocenteschi. 

## Descrizione e stile
Ispirato alla Leggenda aurea di Jacopo da Varagine, sebbene con qualche licenza, l'affresco mostra un'ulteriore scena post-mortem di Maria dopo quelle del Trapasso e della Dormitio Virginis. La composizione si articola in fasce orizzontali, a partire da quella inferiore col sarcofago di Maria, in uno scorcio intuitivo asimmetrico, con il sudario che penzola sul bordo, e gli apostoli accovacciati, per proseguire nelle ordinate file di santi (dall'alto i patriarchi, poi i martiri e i confessori) e culminare infine nella mandorla che racchiude Cristo e Maria che reclina la testa sulla spalla del figlio, a simboleggiare il matrimonio mistico tra Cristo e la sua Chiesa.
È stato notato il pregio dei quattro angeli distesi che reggono la mandorla, allungandosi coi piedi liberi e divaricati fino quasi i bordi del dipinto, una rappresentazione che attinge all'iconografia delle vittorie alate, magari filtrate da rappresentazioni medievali. 
L'ossidazione del bianco di biacca, diventato oggi scuro, rende difficoltosa la lettura della scena. A ciò va unita una generale consunzione della superficie pittorica che permette ormai di intravedere solo qualche dettaglio del primitivo splendore, come la trama decorata del manto di Maria, o la grandiosità della composizione.